# Savao Kato
Sawao Kato (japanski 加藤 沢男) (11. listopada 1946.) je umirovljeni japanski gimnastičar, osmerostruki olimpijski pobjednik.

## Sportski uspjesi
Kao predstavnik tada dominantne japanske škole gimnastike, Kato je bio njen najuspješniji natjecatelj 1960-ih i 1970-ih godina. Dominirao je na čak trima Olimpijskim igrama na kojima je osvojio ukupno 12 medalja od čega osam zlatnih.
Kato je ne samo jedan od najuspješnijih gimnastičara svih vremena, već spada i u red najuspješnijih Olimpijaca u povijesti prema broju osvojenih medalja. 

## Vanjske poveznice
- Savao Kato na stranicama Međunarodne gimnastičarske kuće slavnih